# Seyssel (Ain)
Seyssel egy település Franciaországban, Ain megyében. Lakosainak száma 997 fő (2022. január 1.). Seyssel Anglefort, Corbonod és Seyssel községekkel határos.
A Rhône folyó jobb (nyugati) partján fekszik.

## Népesség
A település népessége az elmúlt években az alábbi módon változott:
| Lakosok száma | 1029 | 831  | 817  | 902  | 965  | 990  | 999  | 1002 | 1006 | 997  |
|               | 1968 | 1982 | 1990 | 2006 | 2013 | 2015 | 2017 | 2019 | 2020 | 2022 |